# Bettina Böhm
Bettina Böhm (geb. Böcker, * 18. November 1966 in Bielefeld
) ist promovierte Juristin und war von 2004 bis September 2007 die erste Kanzlerin der Westfälischen Wilhelms-Universität in Münster.
Nach dem Studium der Rechtswissenschaften an der Universität Bielefeld von 1985 bis 1990 legte sie 1990 das erste und 1994 das zweite juristische Staatsexamen ab. Zwischen den beiden Examen absolvierte Böhm das Referendariat beim Oberlandesgericht Hamm, in Köln sowie in Mailand. Nach dem Abschluss der Referendariatszeit und dem Ablegen des zweiten Staatsexamens wurde sie Verwaltungsangestellte an der Universität Bielefeld. 1996 wurde Bettina Böhm zur Dezernentin für akademische und studentische Angelegenheiten an der Universität Dortmund ernannt. Nach ihrer Promotion zur Doktorin der Rechtswissenschaften im Jahr 1998 an der Universität Bielefeld erfolgte die Ernennung zur Vertreterin des Kanzlers der Universität Dortmund im Jahre 2002.
Seit dem Jahr 2004 war Bettina Böhm Kanzlerin der Westfälischen Wilhelms-Universität in Münster. Sie folgte in diesem Amt Klaus Anderbrügge. Seit der Gründung der Universität im Jahr 1780 war sie die erste Frau, die dieses Amt der ehemaligen katholischen Hochschule bekleidet. Der Vorschlag zur Ernennung im Senat erfolgte einstimmig.
Anfang September 2007 wechselte Böhm nach Paris zur Europäischen Weltraumorganisation (ESA). In der Pariser ESA-Zentrale übernahm sie die Bereichsleitung des „Department of Human Resources“, das für die europaweit rund 2000 festangestellten Mitarbeiter der ESA zuständig ist. Ihr Nachfolger für das Amt des Kanzlers an der Universität Münster war der Jurist Stefan Schwartze.
Seit dem 1. Januar 2018 ist Böhm Generalsekretärin der Leibniz-Gemeinschaft.

## Veröffentlichungen
- Öffentlich-private Partnerschaften in der kommunalen Stadtentwicklung (Verfassungs- und Verwaltungsrecht unter dem Grundgesetz, 27). Peter Lang GmbH, Internationaler Verlag der Wissenschaften, Frankfurt am Main 1999, ISBN 978-3-631-34716-4.
- Implementation of the European Info Directive in German Law and Its Consequences for Teaching and Research. In: Digital Rights Management – Technological, Economic, Legal and Political Aspects. ISBN 3-540-43677-4.